# Halanaerobiaceae
Halanaerobiaceae  è una famiglia di batteri appartenente all'ordine Halanaerobiales.
Comprende i seguenti generi:
- Halanaerobium
- Halocella
- Halothermothrix